# Almamy Sogoba
Almamy Sogoba (13 settembre 1987) è un calciatore maliano, portiere del Real Bamako.

## Palmarès

### Club

#### Competizioni nazionali
- Campionato maliano: 1

Djoliba: 2007-2008